# Carbon
 For alternative betydninger, se Carbon (flertydig). (Se også artikler, som begynder med Carbon)
Carbon (fra latin: carbo "kul"), kulstof eller karbon er et grundstof med atomnummer 6 i det periodiske system med symbolet C. I det periodiske system er carbon det første (i række 2) af seks grundstoffer i gruppe 14, som har sammensætningen af deres ydre elektronskal til fælles. Det er ikke-metallisk og tetravalent — hvilket vil sige, at det gør fire elektroner tilgængelige til at danne kovalente kemiske bindinger. Tre isotoper findes naturligt: 12C og 13C er stabile, mens 14C er radioaktiv med en halveringstid på omkring 5.730 år. Carbon er et af meget få grundstoffer, der har været kendt siden oldtiden.
Carbon er det femtende mest forekommende grundstof i Jordens skorpe og det fjerde mest forekommende grundstof i universet (sorteret efter masse) efter hydrogen, helium og oxygen. Den enorme mængde carbon, dets unikke mangfoldighed af organiske forbindelser og dets usædvanlige evne til at danne polymerer ved temperaturer, der normalt ses på Jorden, gør, at dette grundstof indgår i alle kendte livsformer. Det er det næstmest forekommende grundstof i menneskekroppen (omkring 18,5%) efter oxygen.
Carbons atomer kan bindes sammen på forskellige måder, der betegnes dets allotroper. De bedst kendte er grafit, diamant og amorf carbon. Carbons fysiske egenskaber kan variere voldsomt, afhængig af dets allotropiske form. For eksempel er grafit opak og sort, mens diamant er meget transparent. Grafit er blødt nok til at kunne danne en stribe på papir (heraf dets navn, fra det græske verbum "γράφειν" som betyder "at skrive"), mens diamant er det hårdest naturligt forekommende materiale der kendes. Grafit er en god elektrisk leder, hvorimod diamant har lav elektrisk ledningsevne. Under normale forhold har diamant, carbonnanorør og grafen den højeste specifikke varmeledningsevne ud af alle kendte materialer. Alle carbon-allotroper har fast form under normale forhold, med grafit som den mest termodynamisk stabile form. De er kemisk resistente og kræver høje temperaturer for at kunne reagere med selv oxygen.
Carbons mest almindelige oxidationstrin i uorganiske forbindelser er +4, omend +2 findes i carbonmonoxid og overgangsmetal-carbonylkomplekser. Den største kilde til uorganisk carbon er kalksten, dolomit og carbondioxid, men der findes også betragtelige mængder i organiske depoter af kul, tørv, olie og metanhydrater. Carbon danner en lang række forbindelser, hvoraf der er blevet identificeret næsten ti millioner forbindelser til dato, flere end noget andet grundstof, og dette tal er blot en fraktion af det teoretisk mulige antal forbindelser under normale forhold.

## Egenskaber
Blandt carbons allotroper er grafit, en af de blødeste kendte substanser, og diamant, den hårdeste naturligt forekommende substans på kloden. Det binder nemt med andre, mindre atomer og andre carbonatomer, og er i stand til at danne flere stabile kovalente bindinger med disse. Carbon vides at kunne danne næsten ti millioner forskellige forbindelser, hvoraf et stort flertal er kemiskej. Carbon er også det grundstof, der har det højeste sublimationspunkt. Ved atmosfærisk tryk har det intet smeltepunkt, da dets tripelpunkt er ved 10,8 ± 0,2 MPa og 4.600 ± 300 K (~4.330 °C eller 7.820 °F), så det sublimerer ved omkring 3.900 K.
Carbon sublimerer i en carbonbue, som har en temperatur på omkring 5.800 K (5.530 °C; 9.980 °F). Derfor forbliver carbon i fast form ved højere temperaturer end selv de metaller med højest smeltepunkt, såsom wolfram og rhenium - uanset dets allotropiske form. Selvom det har en termodynamisk tendens til oxidering, modstår carbon oxidering mere effektivt end grundstoffer såsom jern og kobber, som er svagere reduktionsmidler ved rumtemperatur.
Carbonforbindelser danner basis for alt kendt liv på Jorden, og carbon-nitrogen-cyklussen leverer noget af energien produceret af Solen og andre stjerner. Selvom det danner mange forskellige forbindelser, er de fleste af carbons former relativt ikke-reaktive under normale forhold. Ved standardtemperatur og -tryk kan det modstå alt andet end de allerstærkeste oxidationsmidler. Det reagerer ikke med svovlsyre, saltsyre, klor eller alkalier. Ved forhøjede temperaturer reagerer carbon med oxygen og danner carbon-oxider, og den vil her stjæle oxygen fra metaloxider og efterlade metalgrundstoffet. Denne exoterme reaktion bruges i jern- og stålindustrien til at smelte jern og kontrollere carbonindholdet i stål:
Fe3O4 + 4 C(s) → 3 Fe(s) + 4 CO(g)
med svovl til at danne carbondisulfid og med damp i kul-gas-reaktionen:
C(s) + H2O(g) → CO(g) + H2(g).
Carbon kombinerer med nogle metaller ved høje temperaturer og danner metalliske karbider, såsom jernkarbiden cementit i stål, og wolframkarbid, der ofte bruges som slibemiddel og til at lave skarpe spidser på skæreværktøjer.
Pr. 2009 lader grafen til at være det stærkeste materiale der nogensinde er blevet testet. Processen med at adskille det fra grafit vil kræve yderligere teknologisk udvikling før det er økonomisk gunstigt til industrielle processer.
Systemet af carbonallotroper spænder over en række ekstremer:
| Grafit er et af de blødeste materialer, der kendes.                                                                          | Syntetisk nanokrystallin diamant er det hårdeste materiale, der kendes. |
| Grafit er et meget godt smøremiddel, og udviser superlubricitet.                                                             | Diamant er det ultimative slibemiddel.                                  |
| Grafit er en leder af elektricitet.                                                                                          | Diamant er en fremragende elektrisk isolator.                           |
| Nogle typer grafit bruges til varmeisolation (såsom brandbælter og varmeskjolde), men nogle andre typer er gode varmeledere. | Diamant er den bedst kendte, naturligt forekommende varmeleder.         |
| Grafit er opak. | Diamant er stærkt transparent.                                          |
| Grafit krystalliserer i det hexagonale system.                                                                               | Diamant krystalliserer i det kubiske system.                            |
| Amorf carbon er fuldstændigt isotropisk.                                                                                     | Carbon-nanorør er blandt de mest anisotropiske materialer, der kendes.  |

### Allotroper
Atomar carbon er en meget kortlivet art og carbon stabiliseres derfor i diverse fleratomare strukturer med forskellige molekylære konfigurationer, kaldet allotroper. Carbons tre relativt velkendte allotroper er amorf carbon, grafit og diamant. Fullerener blev engang betragtet som eksotiske, men syntetiseres i dag og bruges til forskning; de omfatter buckminsterfullerener (også kaldet "buckybolde"), carbon-nanorør, carbon-nanobuds og nanofibre. Der er også blevet fundet flere andre eksotiske allotroper, såsom lonsdaleit (tvivlsom), glascarbon, carbon-nanoskum, carbyn og cyclo[18]carbon.
Den amorfe form er et udvalg af carbonatomer i et ikke-krystallinsk, uregelmæssigt, glasagtigt stadie, som i bund og grund er grafit, men ikke holdes i en krystallinsk makrostruktur. Det findes som et pulver, og er en hovedbestanddel i substanser såsom trækul, sod og aktivt kul. Ved normalt tryk tager form af grafit, hvori hvert atom bindes trigonalt til tre andre i et plan bestående af fusionerede hexagonale ringe, ligesom de ses i aromatiske carbonhydrider. Det resulterende netværk er todimensionelt, og de resulterende flade plader stables og bindes løst gennem svage van der Waals-kræfter. Dette giver grafit dens blødhed og spaltningsegenskaber (pladerne glider let forbi hinanden). På grund af at delokaliseringen af en af de ydre elektroner fra hvert atom danner en π-cloud, leder grafit elektricitet, men kun på planet for hver kovalent bundne plade. Dette resulterer i at carbon har en lavere samlet elektrisk ledeevne end de fleste metaller. Delokaliseringen står også for grafits energiske stabilitet over diamant ved rumtemperatur.
Ved meget højt tryk danner carbon den mere kompakte allotrop, diamant, der har næsten dobbelt så stor massefylde sammenlignet med grafit. Her bindes hver atom tetrahedralt til fire andre, og danner et 3-dimensionelt netværk af rynkede seks-leddede atomringe. Diamant har den samme kubiske struktur som silicium og germanium. Det er den hårdeste naturligt forekommende substans målt ved hvor let det kan ridses, hvilket skyldes carbon-carbon-bindingernes styrke. På trods af den populære idé om at "diamanter varer evigt", er de termodynamisk ustabile under normale forhold, og transformerer sig til grafit. På grund af en høj aktivering-energibarriere er overgangen til grafit så langsom ved normale temperaturer at det ikke kan ses med det blotte øje. Under nogle forhold krystalliserer carbon som lonsdaleit, et hexagonalt krystalgitter med alle atomer kovalent bundet og egenskaber meget lig diamants.
Fullerener er en syntetisk[kilde mangler] formation med en grafit-lignende struktur, men i stedet for hexagoner er fullerener dannet af pentagoner (eller ligefrem heptagoner) af carbonatomer. De manglende (eller yderligere) atomer fordrejer pladerne til kugler, ellipser eller cylindere. Fullereners egenskaber (opdelt i buckminsterfullerener, buckminsterrør og nanobuds) er endnu ikke blevet fuldt analyseret, og repræsenterer et intenst forskningsområde i nanomateriale. Navnene "fulleren" og "buckybold" er opkaldt efter Richard Buckminster Fuller, der populariserede geodætiske kupler, som ligner fullereners struktur. Buckminsterfullerener er relativt store molekyler, der er dannet udelukkende af carbon bundet trigonant, og som har dannet sfæroider (den bedst kendte og simpleste er den fodbold-formede C60 buckminsterfulleren). Carbon-nanorør ligner buckminsterfullerener strukturelt, bortset fra at hvert atom er bindet trigonalt i et kurvet plan, der danner en hul cylinder. Nanobuds blev for første gang opdaget i 2007, og er et hybrid rør/buckminsterfulleren-materiale (buckminsterfullerener er kovalent bundet til et nanorørs ydre væg), som kombinerer begges egenskaber i en enkelt struktur.
En af de andre opdagede allotroper, carbon-nanoskum, er en ferromagnetisk allotrop opdaget i 1997. Den består af en klyngesamling af carbonatomer med lav massefylde, der hænger sammen i et løst tre-dimensionelt net hvori atomerne er bundet trigonalt i seks- og syv-leddede ringe. Det er blandt de letteste kendte faste stoffer, med en massefylde på omkring 2 kg/m3. Glascarbon indeholder på lignende måde en høj andel af lukket porøsitet, men i modsætning til normal grafit er de grafitiske lag ikke stablet som siderne i en bog, men derimod mere tilfældigt arrangeret. Carbyn har den kemiske struktur -(C:::C)n-. Carbon er i denne modifikation lineært med sp orbital hybridisering, og er en polymer med skiftende enkelte og tredobbelte bindinger. Denne carbyn er meget interessant indenfor nanoteknologien, da dens Young's modul er 40 gange så stort som diamants.
I 2015 bekendtgjorde et hold ved North Carolina State University at de havde udviklet en anden allotrop, døbt Q-carbon, ved at anvende en laserpuls af lav varighed på amorf carbonstøv. Q-carbon skal angiveligt udvise både ferromagetisme og fluorescens og være endnu hårdere end diamanter.

### Forekomst
Carbon er det fjerdemest forekommende grundstof i universet, målt efter masse, efter hydrogen, helium og oxygen. Carbon findes i rigelige mængder i Solen, stjernerne, kometer, og i de fleste planeters atmosfære. Der kan dannes mikroskopiske diamanter ved det intense tryk og høje temperatur, der finder sted ved meteoritnedstyrtninger.
I 2014 bekendtgjorde NASA at man havde oprettet en opgraderet database til at spore polycykliske aromatiske hydrocarboner (PAH'er) i universet. Mere end 20% af al carbon i universet kan være forbundet med PAH'er, komplekse forbindelser af carbon og hydrogen uden oxygen. Disse forbindelser figurerer i PAH-verdenshypotesen som går på at de har haft en rolle i abiogenese og skabelsen af nyt liv. PAH'er lader til at være blevet dannet "nogle milliarder år" efter Big Bang, er spredt udover hele universet, og forbindes med nye stjerner og exoplaneter.
Den faste del af Jorden er blevet vurderet som helhed til at indeholde 730 ppm carbon, med 2000 ppm i kernen og 120 ppm i den kombinerede kappe og skorpe. Da Jordens masse er 5.972×1024 kg ville dette indebære 4360 millioner gigaton carbon. Dette er langt mere end der er til stede i havene eller atmosfæren.
Kombineret med oxygen (til carbondioxid) findes carbon både i Jordens atmosfære (omtrent 810 gigatons carbon) og opløst i alle vandområder (omkring 36.000 gigatons carbon). Der findes omkring 1.900 gigatons carbon i biosfæren. Carbonhydrider (såsom kul, råolie og naturgas) indeholder også carbon. Mængden i kulreserver (ikke kul-"ressourcer") vurderes til at være på omkring 900 gigatons med måske 18.000 gigaton ressourcer. Oliereserver har omkring 150 gigaton. Gennemprøvede kilder til naturgas er på omkring 175 1012 kubikmeter (indeholdende omkring 105 gigatons carbon), men studier vurderer at der findes yderligere 900 1012 kubikmeter "ukonventionelle" forekomster såsom skifergas, der repræsenterer omkring 540 gigatons carbon.
Carbon findes også i metanhydrater i polarregionerne og under havene. Diverse vurderinger har sat denne mængde af carbon mellem 500, 2500 eller 3000 gigaton.
Der fandtes tidligere større mængder carbonhydrid. Ifølge en kilde blev der i perioden mellem 1751 og 2008 udledt omkring 347 gigatons carbon som carbondioxid til atmosfæren fra afbrænding af fossile brændstoffer. En anden kilde sætter mængden der er udledt til atmosfæren siden 1750 til 879 gigaton, og den samlede mængde udledt til atmosfære, hav og land (såsom tørvemoser) til næsten 2000 gigaton.
Carbon er en bestanddel (omkring 12% efter masse) af de meget store carbonate stenmasser (kalksten, dolomit, marmor osv.). Kul er meget carbonindholdigt (antracit indeholder 92–98%) og er den største kommercielle kilde til mineralsk carbon, idet det står for 4.000 gigatons eller 80% af fossile brændstoffer.
Hvad angår de individuelle carbonallotroper så findes grafit i store mængder i USA (mest i New York og Texas), Rusland, Mexico, Grønland og Indien. Naturlige diamanter forekommer i stenarten kimberlit, der findes i gamle vulkanske "halse" eller "rør". De fleste diamantforekomster er i Afrika, særligt i Sydafrika, Namibia, Botswana og Republikken Congo og Sierra Leone. Diamantforekomster er også blevet fundet i Arkansas, Canada, det russiske Arktis, Brasilien, og i det nordlige og vestlige Australien. Diamanter hentes også fra havbunden ved Kap det Gode Håb.
Carbon-14 dannes i troposfærens og stratosfærens øvre lag ved højder på 9–15 km af en reaktion, der udfældes ved kosmisk stråling. Der produceres termiske neutroner, som kolliderer med nitrogen-14's kerner, og danner carbon-14 og en proton.
Carbon-rige asteroider findes overvejende i de ydre dele af asteroidebæltet i vores solsystem. Der er endnu ikke blevet taget prøver af disse asteroider, men de kan bruges i hypotetisk rumbaseret carbon-minedrift, som kan blive muligt i fremtiden men stadig er teknologisk umuligt.

### Isotoper
Carbons isotoper er atomkerner, der indeholder seks protoner plus et antal neutroner (fra 2 til 16). Carbon har to stabile, naturligt forekommende isotoper. Isotopen carbon-12 (12C) udgør 98,93% af Jordens carbon, mens carbon-13 (13C) udgør de tilbageværende 1,07%. Koncentrationen af 12C bliver øget yderligere i biologiske materialer idet biokemiske reaktioner diskriminerer mod 13C. I 1961 vedtog International Union of Pure and Applied Chemistry (IUPAC) isotopen carbon-12 som udgangspunkt for atomvægt. Identificering af i kernemagnetisk resonans-eksperimenter (NMR) gøres med isotopen 13C.
Carbon-14 (14C) er en naturligt forekommende radioisotop, skabt i den øvre atmosfære (lavere stratosfære og øvre troposfære) idet nitrogen interagerer med kosmisk stråling. Det findes i sporingsmængder på Jorden i op til 1 part per billion (0,0000000001%), og er hovedsageligt begrænset til atmosfæren og små forekomster, særligt i tørv og andre organiske materialer. Denne isotop henfalder med 0,158 MeV β− udledning. På grund af dens relativt korte halveringstid på 5730 år er 14C stort set fraværende i gamle stenarter. Mængden af 14C i atmosfæren og i levende organismer er næsten konstant, men den aftager på en forudsigelig måde i deres legemer efter døden. Dette princip bruges ved carbon 14-datering, opfundet i 1949, som bliver anvendt bredt til at afgøre alder på carbonholdige materialer, der er op til 40.000 år gamle.
Der findes 15 kendte carbonisotoper, og den mest kortlivede af disse er 8C, som henfalder gennem protonudledning og alfahenfald og har en halveringstid på 1,98739x10−21 s. Den eksotiske 19C udviser en kerneglorie, hvilket betyder at dens radius er mærkbart større end det kunne forventes hvis kernen var en kugle med konstans massefylde.

### Dannelse i stjerner
Dannelsen af carbons atomkerne kræver en næsten samtidig tripel-kollision af alfapartikler (heliumkerner) inde i en kæmpe eller superkæmpe-stjerne, hvilket er kendt som tripel-alfa-processen. Produkterne af yderligere kernefusion ved heliums reaktion med hydrogen eller en anden heliumkerne producerer henholdsvis lithium-5 og beryllium-8, der begge er stærkt ustabile, og næsten øjeblikkeligt henfalder tilbage til mindre kerner. Tripel-alfa-processen sker ved temperaturer over 100 megakelvin og ved heliumkoncentrationer i en grad som det tidlige univers' hastige udvidelse og nedkøling umuliggjorde - der blev derfor ikke skabt synderligt store mængder carbon under Big Bang.
Ifølge nuværende fysisk-kosmologisk teori dannes carbon i stjernes indre i den vandrette gren af sammenstød og transformation mellem tre heliumkerner. Når de stjerner dør som supernovaer spredes carbonen i verdensrummet som støv. Dette støv bliver efterfølgende en bestanddel i dannelsen af anden- eller tredjegenerations-stjernesystemer med sammenvoksede planeter. Solsystemet er et eksempel på et sådanne stjernesystem med en rigelig mængde carbon, hvilket har banet vejen for livet på Jorden.
CNO-cyklussen er en yderligere fusionsmekanisme, som styrker stjerner, hvori carbon opererer som katalysator.
Roterende overgange af diverse isotopiske former for carbonmonoxid (for eksempel 12CO, 13CO og 18CO) kan ses i submillimeter-bølgelængdeområdet, og bruges i studiet af nyligt dannede stjerner i molekyleskyer.

### Carboncyklus
Under normale forhold på jorden er det meget sjældent at se et grundstof konvertere til et andet. Derfor er mængden af carbon på Jorden mere eller mindre konstant. De processer, der bruger carbon, skal derfor opnå det fra et sted og skaffe sig af med det et andet sted. Carbons veje i miljøet danner carboncyklussen. For eksempel trækker fotosyntetiske plantenter carbondioxid fra atmosfæren (eller havvand) og bygger det ind i biomasse, en carbonfikseringsproces. Noget af denne biomasse spises af dyr, mens noget carbon udåndes af dyr som carbondioxid. Carboncyklussen er betragteligt mere kompliceret end denne korte cyklus; for eksempel opløses noget carbondioxid i havene; hvis bakterier ikke fortærer det, kan dødt plante- eller dyrematerie blive til råolie eller kul, hvilket udleder carbon når det brændes.

## Forbindelser

### Organiske forbindelser
Carbon kan danne meget lange kæder af sammenkoblede C-C-bindinger, en egenskab der kaldes catenation. Carbon-carbon-bindinger er stærke og stabile. Gennem catenation danner carbon et utal af forbindelser.
Den simpleste form for organisk molekyle er carbonhydrid — en stor familie af organiske molekyler, der består af hydrogenatomer bundet til en kæde af carbonatomer. Kædelængden, sidekæder og funktionelle grupper påvirker alle organiske molekylers egenskaber.
Carbon forekommer naturligt i alt kendt organisk liv, og er grundlaget for organisk kemi. Når det forenes med hydrogen danner det diverse carbonhydrider, der er vigtige for industrien som køle-, smøre- og opløsningsmiddel, som kemisk råvare til fremstilling af plastik og petrokemikalier og som fossile brændstoffer.
Når det kombineres med oxygen og hydrogen kan carbon danne mange grupper af vigtige biologiske forbindelser, såsom sukkerarter, lignaner, kitiner, alkohol, fedt og aromatisk ester, karotenoider og terpen. Sammen med nitrogen danner det alkaloider, og med tilføjelsen af svovl kan den danne antibiotika, aminosyrer og gummiprodukter. Med tilføjelsen af fosfor til disse andre grundstoffer danner det DNA og RNA, der bærer på livets kemiske kode, og adenosintrifosfat (ATP), det vigtigste energioverførende molekyle i alle levende celler.

### Uorganiske forbindelser
Forbindelser, der normalt indeholder carbon, men associeres med mineraler eller som ikke indeholder hydrogen eller fluorin, betragtes normalt som separate fra klassiske organiske forbindelser, omend denne definition ikke ligger fast. Blandt disse er carbons simple oxider. Den bedste kendte oxid er carbondioxid (CO2). Dette var engang den primære bestanddel i palæoatmosfæren, men er kun en mindre bestanddel af Jordens atmosfære i dag. Når det opløses i vand danner det carbonsyre (H2CO3), men ligesom det er tilfældet med de fleste forbindelser hvor flere oxygener er bundet til et carbon med enkelt-binding, er det ustabilt. Gennem dette mellemprodukt produceres dog resonans-stabiliserede carbonat-ioner. Nogle vigtige mineraler er carbonater, navnlig kalk. Carbondisulfid (CS2) fungerer på lignende måde.
Den anden udbredte oxid er carbonmonoxid (CO). Den dannes af ufærdig forbrænding, og er en farveløs, lugtfri gas. Molekylerne indeholder hver en tredobbelt binding, og er relativt polære, hvilket resulterer i en tendens til at binde permanent til hæmoglobin-molekyler, og dermed forskyde oxygen, som har en lavede bindingsaffinitet. Cyanid (CN−) har en lignende struktur, men opfører sig meget som en halogenid-ion (det er pseudohalogent). For eksempel kan det danne det nitride cyanogen-molekyle ((CN)2), meget lig diatomiske halogenider. Blandt andre usædvanlige oxider er carbonsuboxid (C3O2), det ustabile dicarbonmonoxid (C2O), carbontrioxid (CO3), cyclopentanpenton (C5O5) cyclohexanhexon (C6O6) og mellitsyreanhydrid (C12O9).
Sammen med reaktive metaller såsom wolfram danner carbon enten carbider (C4−) eller acetylider (C2−2) til at danne legeringer med højt smeltepunkt. Disse anioner associeres også med metan og acetylen, som begge er meget svage syrer. Med en elektronegativitet på 2,5 foretrækker carbon at danne kovalente bindinger. Nogle få carbider er kovalente gitre, såsom siliciumcarbid (SiC), der ligner diamant.

### Organometalliske forbindelser
Organometalliske forbindelser indeholder pr. definition mindst en carbon-metal-binding. Der eksisterer en lang række af sådanne forbindelser; blandt store klasser er simple alkyl-metal-forbindelser (for eksempel tetraetylbly), η2-alken-forbindelser (for eksempel Zeises salt) og η3-allyl-forbindelser (for eksempel allylpalladiumkloriddimer); metallocener indeholdende cyclopentadienyl-ligander (for eksempel ferrocener); og overgangsmetal-carbenkomplekser. Der findes mange metalcarbonyler (for eksempel nikkeltetracarbonyl).
Mens carbon menes eksklusivt at danne fire bindinger, er der blevet rapporteret om en interessant forbindelse indeholdende et oktahedralt hexakoordineret carbonatom. Forbindelsens kation er [(Ph3PAu)6C]2+. Dette fænomen er blevet tilskrevet guld-ligandernes "aurofilicitet".

## Historie og etymologi
Grundstoffet carbon benævnes også både "karbon" (iflg. Retskrivningsordbogen) og "kulstof". Carbon er den stavemåde, der oftest bruges i dansk faglitteratur, og i de landsdækkende danske aviser, selvom denne stavemåde ikke er godkendt iflg. Retskrivningsordbogen. Navnet carbon kommer fra Latin carbo, der betyder "kul" eller "trækul". På dansk (såvel som tysk, hollandsk og flere andre sprog) henviser betegnelserne hhv. kulstof, Kohlenstoff og koolstof ligeleges til den oprindelige latinske betegnelse.
Carbon blev opdaget i forhistoriske tider, og har været kendt i form af sod og trækul siden de tidligste menneskelige civilisationer. Diamanter har muligvis været kendt siden 2500 f.Kr. i Kina, mens carbon i form af trækul blev skabt i romertiden ved den samme kemi som det gøres i dag: ved at ophede træ i en pyramide dækket af ler for at lukke luft ude.
I 1722 demonstrerede René Antoine Ferchault de Réaumur at jern blev transformeret til stål gennem absorberingen af en substans, der nu kendes som carbon. I 1772 viste Antoine Lavoisier at diamanter er en carbonform; da han afbrændte trækul og diamant og fandt at ingen af dem producerede vand, samt at de begge udledte den samme mængde carbondioxid pr. gram.
I 1779, viste Carl Wilhelm Scheele at grafit, som indtil da blev tænkt på som en form for bly, i stedet var identisk med trækul men med en lille blanding af jern, og at det udledte "æterisk syre" (hans navn for carbondioxid) når det blev oxideret med salpetersyre. I 1786 bekræftede de franske videnskabsmænd Claude Louis Berthollet, Gaspard Monge og C. A. Vandermonde at grafit hovedsageligt var carbon ved at oxidere det i oxygen på en måde meget lig den Lavoisier havde gjort med diamant. Noget jern blev tilbage, hvilket de franske videnskabsfolk tænkte var nødvendige for grafikstrukturen. I deres offentliggørelse foreslog de navnet carbone (Latin carbonum) for grundstoffet i grafit, som blev afgivet som en gas ved afbrænding af grafitten. Antoine Lavoisier opgav derefter carbon som et grundstof i sin lærebog fra 1789.
I 1985 blev opdaget en ny carbon-allotrop, fulleren. Den inkluderer nanostrukturerede former såsom buckybolde og nanorør. Deres opdagere – Robert Curl, Harold Kroto og Richard Smalley – modtog Nobelprisen i kemi i 1996. Den resulterende fornyede interesse i nye former førte til opdagelsen af yderligere eksotiske allotroper, heriblandt glascarbon, og opdagelsen af at "amorf carbon" ikke er strengt amorf.

## Produktion

### Grafit
Der findes mange kommercielt farbare naturlige forekomster af grafit rundt omkring i verden, men de økonomisk vigtigste kilder er i Kina, Indien, Brasilien og Nordkorea. Grafitforekomster er af metamorf oprindelse, og findes i forbindelse med kvarts, glimmer og feldspat i skifer, gnejs og metamorfe sandsten og kalksten som linser eller vener, somme tider en meter tykke eller mere. Grafitforekomster i Borrowdale, Cumberland, England var til at begynde med i så passende størrelse og renhed at blyanter indtil det 19. århundrede blev produceret ved ganske enkelt at save blokke af naturlig grafit i strimler, og efterfølgende indkapsle dem i træstrimler. I dag udvindes mindre grafitdepoter ved at knuse sten og flyde den lettere grafit ud på vand.
Der findes tre typer naturlig grafit — amorf, flaget eller krystallinsk flaget, og venet eller klumpet.  Amorf grafit er af laveste kvalitet, men mest udbredt. I modsætning til indenfor videnskaben, henviser "amorf" i industrien til meget små krystalstørrelser snarere end total mangel på krystalstruktur. Amorf grafit bruges til grafitprodukter af lavere værdi, og er den billigste type grafit. Store forekomster af amorf grafit findes i Kina, Europa, Mexico og USA. Flage-grafit er mindre udbredt, og af højere kvalitet end amorf; det forekommer som separate plader som krystalliserede i metamorfe sten. Flage-grafit kan være fire gange så dyrt som amorf. Flager af god kvalitet kan bearbejdes til udvidelig grafit, der kan bruges til mange ting såsom brandhæmmere. De største depoter findes i Brasilien, Canada, Kina, Madagascar, Tyskland og Østrig. Venet eller klumpet grafit er den mest sjældne og mest værdifulde type naturlig grafit. Det forekommer i vener langs indgribende kontakter i solide klumper, og udvindes kun kommercielt i Sri Lanka.
Ifølge USGS lå produktionen af naturlig grafit på verdensplan på 1,1 millioner ton i 2010, hvoraf 800.000 t var i Kina, 130.000 t i Indien, 76.000 t i Brasilien, 30.000 t i Nordkorea og 25.000 t i Canada.

### Diamant
Diamant-forsyningskæden kontrolleres af et lille antal magtfulde virksomheder, og er stærkt koncentreret omkring et lille antal områder på verdensplan.
Kun en meget lille del af diamantmalm består af egentlige diamanter. Malmen bliver knust, og der tages skridt for at sikre at større diamanter ikke bliver ødelagt i processen, hvorefter partiklerne sorteres efter massefylde. I dag lokaliseres diamanter i den diamant-rige massefylde-fraktion ved hjælp af røntgen-fluorescens, hvorefter den endelige sortering foretages manuelt. Før brugen af røntgenstråling blev udbredt blev separationen gjort ved brug af fedtbælter; diamanter har en større tendens til at hænge fast i fedt end de andre mineraler i malmen.
Historiske diamanter blev kun fundet i alluviale depoter i det sydlige Indien. Indien var verdens førende diamantproducent fra diamanten blev opdaget i det 9. århundrede f.Kr. og frem til midten af det 18. århundrede e.Kr., men disse kilders kommercielle potentiale var ved slutningen af det 18. århundrede blevet opbrugt, og Indien blev derefter overhalet af Brasilien, hvor de første ikke-indiske diamanter blev fundet i 1725.
Diamantproduktion fra primære depoter (kimberlitter og lamproitter) begyndte først i 1870'erne efter opdagelsen af diamantfelterne i Sydafrika. Produktionen er vokset med tiden, og en samlet mængde på 4,5 milliarder karat er blevet udvundet siden da. Omkring 20% af den mængde er blevet udvundet alene i de seneste 5 år, og i løbet af de sidste ti år har 9 nye miner påbegyndt produktionen, mens yderligere 4 afventer åbning. De fleste af disse er i Canada, Zimbabwe, Angola og en i Rusland.
I USA er der blevet fundet diamanter i Arkansas, Colorado og Montana. I 2004 blev der gjort en bemærkelsesværdig opdagelse af en mikroskopisk diamant i USA hvilket førte til masse-indsamling af kimberlitrør i en fjern egn af Montana i januar 2008.
I dag findes de kommercielt mest farbare diamantdepoter i Rusland, Botswana, Australien og DDR Congo. I 2005 producerede Rusland næsten en femtedel af den globale diamantudvinding, ifølge British Geological Survey. Australien har det rigeste diamantførende rør med produktion der kunne nå op på 42 tons (41 long tons; 46 short tons) pr. år i 1990'erne. Der findes også kommercielle depoter der aktivt udvindes i Northwest Territories i Canada, i Siberien (hovedsageligt i Jakutien), Brasilien og i det nordlige og vestlige Australien.

## Anvendelse
Carbon er essentielt for alle levende systemer, og uden det ville livet - i den form det kendes i dag - ikke kunne eksistere. Den største økonomiske anvendelse af carbon udover mad og træ er i form af carbonhydrider, navnlig fossil metangas og råolie. Råolie destilleres i raffinaderier til produktion af benzin, petroleum og andre produkter. Cellulose er en naturlig, carbon-indeholdende polymer, der produceres af planter i form af træ, bomuld, linned og hampefibre. Cellulose bruges primært til at vedligeholde planters struktur. Blandt kommercielt værdifulde carbon-polymerer af animalsk oprindelse er uld, kashmiruld og silke. Plastik laves ud af syntetiske carbon-polymerer, ofte med oxygen- og nitrogenatomer inkluderet ved regelmæssige intervaller i den centrale polymerkæde. Råmaterialerne til mange af disse syntetiske stoffer kommer fra råolie.
Brugen af carbon og dets forbindelser varierer ekstremt. Det kan danne legeringer med jern, hvoraf den mest udbredte er carbonstål. Grafit kombineres med ler til at danne den 'bly' der bruges i blyanter til brug ved skrift eller tegning. Det bruges også som et smøremiddel og et pigment, som et stødemateriale i fremstilling af glas, i elektroder til tørbatterier og ved galvanisering, i børster til elektromotorer og som en neutron-moderator i kernereaktorer.
Trækul bruges som tegnemateriale i nogle kunstværker, til barbecuegrillning, jernsmeltning, og en lang række andre ting. Træ, kul og olie bruges som brændstof til produktion af energi og varme. Diamanter af ædelstenskvalitet bruges i smykker, og industrielle diamanter bruges til borings-, skærings- og poleringsværktøjer til bearbejdelse af metaller og sten. Plastik laves også fra fossile carbonhydrider, og carbonfibre, skabt ved pyrolyse af syntetiske polyesterfibre bruges til at forstærke plastik til at danne avancerede, lette kompositmaterialer.
Carbonfibre laves ved pyrolyse af ekstruderede og udstrakte filamenter af polyakrylnitril (PAN) og andre organiske stoffer. Fibrens krystallografiske struktur og mekaniske egenskaber afhænger af typen af startmateriale, og den efterfølgende bearbejdelse. Carbonfibre af PAN har strukturer der ligner trange grafitfilamenter, men termisk bearbejdning kan omrokere denne struktur til et kontinuerligt, rullet ark. Resultatet er fibre med højere specifik trækstyrke end stål.
Carbon black bruges som det sort pigment til blæk ved bogtryk, kunstneres oliemaling og vandfarver, carbonpapir, tusch, laserprinter-toner og andet. Carbon black bruges også som fyldstof i gummiprodukter såsom dæk, og i plastforbindelser. Aktiveret trækul bruges som en absorbent og adsorbent i filtermateriale i ting som gasmasker, vandrensning og emhætter, og indenfor medicinen bruges det til at absorbere toxiner, giftstoffer eller gasser fra fordøjelsessystemet. Carbon bruges til kemisk reduktion ved høje temperaturer. Koks bruges til at reducere jernmalm til jern ved smeltning. Overfladehærdning af stål opnås ved at opvarme færdiglavede stålkomponenter i carbonpulver. Carbider af silicium, wolfram, bor og titan, er blandt de hårdeste kendte materialer, og bruges som abrasiver i skære- og slibeværktøjer. Carbonforbindelser udgør størstedelen af materialet brugt i tøj, såsom naturlige og syntetiske tekstiler og læder, og næsten alle de indre overflader i bebyggelser, udover glas, sten og metal.

### Diamant
Diamantindustrien falder i to kategorier: en beskæftiger sig med diamanter af ædelsten-kvalitet og den anden med diamanter af industriel kvalitet. Mens der findes handel i begge typer diamanter, er de to markeder radikalt forskellige.
I modsætning til ædelmetaller såsom guld eller platin, handles ædelstensdiamanter ikke som en vare: de er ekstremt dyre, og der er ikke et særlig aktivt marked for videresalg af diamanter.
Industridiamanter værdsættes normalt for deres hårdhed og evne til at lede varme, mens deres ædelstensmæssige kvaliteter såsom klarhed og farve er mere eller mindre irrelevante. Omkring 80% af udvundne diamanter (omkring 100 millioner karat eller 20 ton årligt) er uegnede til brug som ædelsten, og henvises til industrielt brug (kendt som bort). Syntetiske diamanter, opfundet i 1950'erne, blev næsten øjeblikkeligt anvendt industrielt; 3 milliarder karat (600 tons) af syntetiske diamanter bliver produceret årligt.
Den mest udbredte brug af industrielle diamanter er til skæring, boring, slibning og polering. De fleste af disse kræver ikke store diamanter; faktisk ville selv de fleste diamanter af ædelstenkvalitet kunne bruges industrielt hvis det ikke var for deres lille størrelse. Diamanter indlejres i borspidser eller savklinger, eller knuses til et pulver til brug ved slibning og polering. Blandt specialiserede anvendelser er brug i laboratorier som inddæmning af højtrykseksperimenter, maskinlejer af høj kvalitet, samt begrænset brug i specialiserede vinduer. I takt med den fortsatte udvikling indenfor produktionen af syntetiske diamanter, bliver nye anvendelser mere økonomisk farbare. En af de muligheder der vækker stor begejstring er den mulige brug af diamant som halvleder til brug i mikrochips, og på grund af dens uovertrufne varmeleder-evner, som køleplade i elektronik.

## Forholdsregler
Ren carbon har ekstremt lav toksicitet for mennesker, og kan håndteres - og ligefrem spises - sikkert i form af grafit eller trækul. Det er modstandsdygtigt overfor opløsning eller kemisk angreb, selv i fordøjelsessystemets sure miljø. Dette betyder at når det først indføres i kroppens væv så forbliver det der med al sandsynlighed på ubestemt tid. Carbon black var sandsynligvis et af de første pigmenter brugt til tatoveringer, og det viste sig at mumien Ötzi havde carbon-tatoveringer, som havde overlevet igennem hele hans liv og i yderligere 5200 år efter hans død. Inhalering af kulstøv eller sod (carbon black) i store kvaliteter kan være farligt, irritere lungevæv og forårsage den kongestive lungesygdom, "kullunge". Diamantstøv brugt som abrasiv kan være skadeligt hvis det indtages eller inhaleres. Carbon-mikropartikler produceres i dieselmotorers udstødningsgasser, og kan samle sig i lungerne. I disse eksempler kan skaden opstå fra de forurenende stoffer (dvs. organiske kemikalier, tungmetaller) snarere end fra selve carbonen.
Carbon har generelt lav toksicitet for liv på Jorden; men carbon-nanopartikler er dødelige for bananfluer.
Carbon kan brænde energisk og lyst ved tilstedeværelsen af luft ved høje temperaturer. Store ophobninger af kul, som har været urørt i hundreder af millioner af år pga. fraværet af oxygen, kan selvantænde når der trænger luft ind i kulminers lossepladser og skibes lastrum.
I kerne-anvendelser hvor grafit bruges som neutron-moderator, kan samling af Wigner-energi blive fulgt af en pludselig, spontan løsrivelse. Udglødning til mindst 250 °C kan løsne energien sikkert, omend proceduren i Windscale-ulykken slog fejl, hvilket fik andre reaktormaterialer til at antænde.
Den brede vifte af carbonforbindelser indeholder alt fra dødelige giftstoffer såsom tetrodotoxin, lectinen ricin fra frøene af Ricinus-planten, cyanid (CN−) og kulilte; til livsnødvendige stoffer såsom glukose og protein.

## Fodnoter
1. ↑  karbon i Retskrivningsordbogen. Hentet 1. april 2019.
2. 1 2 3  "Carbon – Naturally occurring isotopes". WebElements Periodic Table. Hentet 2008-10-09.
3. ↑  "History of Carbon". Arkiveret fra originalen 1. november 2012. Hentet 2013-01-10.
4. ↑  "Biological Abundance of Elements". The Internet Encyclopedia of Science. Hentet 2008-10-09.
5. 1 2  "World of Carbon – Interactive Nano-visulisation in Science & Engineering Education (IN-VSEE)". Arkiveret fra originalen 5. oktober 2008. Hentet 2008-10-09.
6. 1 2  Chemistry Operations (15. december 2003). "Carbon". Los Alamos National Laboratory. Arkiveret fra originalen 2008-09-13. Hentet 2008-10-09.
7. ↑  Haaland, D (1976). "Graphite-liquid-vapor triple point pressure and the density of liquid carbon". Carbon. 14 (6): 357. doi:10.1016/0008-6223(76)90010-5. ISSN 0008-6223.
8. ↑  Savvatimskiy, A (2005). "Measurements of the melting point of graphite and the properties of liquid carbon (a review for 1963–2003)". Carbon. 43 (6): 1115. doi:10.1016/j.carbon.2004.12.027.
9. ↑  Greenville Whittaker, A. (1978). "The controversial carbon solid−liquid−vapour triple point". Nature. 276 (5689): 695-696. Bibcode:1978Natur.276..695W. doi:10.1038/276695a0.
10. ↑  Zazula, J. M. (1997). "On Graphite Transformations at High Temperature and Pressure Induced by Absorption of the LHC Beam" (PDF). CERN. Arkiveret fra originalen (PDF) 25. marts 2009. Hentet 2009-06-06.
11. ↑  Lee, C.; Wei, X.; Kysar, J. W.; Hone, J. (2008). "Measurement of the Elastic Properties and Intrinsic Strength of Monolayer Graphene". Science. 321 (5887): 385-8. Bibcode:2008Sci...321..385L. doi:10.1126/science.1157996. PMID 18635798. Lay summary. {{cite journal}}: Skabelonen anvender en forældet parameter |lay-url= (hjælp)
12. ↑  Sanderson, Bill (2008-08-25). "Toughest Stuff Known to Man : Discovery Opens Door to Space Elevator". nypost.com. Arkiveret fra originalen 6. september 2008. Hentet 2008-10-09.
13. ↑  Irifune, Tetsuo; Kurio, Ayako; Sakamoto, Shizue; Inoue, Toru; Sumiya, Hitoshi (2003). "Materials: Ultrahard polycrystalline diamond from graphite". Nature. 421 (6923): 599-600. Bibcode:2003Natur.421..599I. doi:10.1038/421599b. PMID 12571587.
14. ↑  Dienwiebel, Martin; Verhoeven, Gertjan; Pradeep, Namboodiri; Frenken, Joost; Heimberg, Jennifer; Zandbergen, Henny (2004). "Superlubricity of Graphite" (PDF). Physical Review Letters. 92 (12). Bibcode:2004PhRvL..92l6101D. doi:10.1103/PhysRevLett.92.126101.
15. ↑  Deprez, N.; McLachan, D. S. (1988). "The analysis of the electrical conductivity of graphite conductivity of graphite powders during compaction". Journal of Physics D: Applied Physics. Institute of Physics. 21 (1): 101-107. Bibcode:1988JPhD...21..101D. doi:10.1088/0022-3727/21/1/015.
16. ↑  Collins, A.T. (1993). "The Optical and Electronic Properties of Semiconducting Diamond". Philosophical Transactions of the Royal Society A. 342 (1664): 233-244. Bibcode:1993RSPTA.342..233C. doi:10.1098/rsta.1993.0017.
17. ↑  Delhaes, P. (2001). Graphite and Precursors. CRC Press. ISBN 90-5699-228-7.
18. 1 2 3  Unwin, Peter. "Fullerenes(An Overview)". Hentet 2007-12-08.
19. 1 2  Ebbesen, T. W., red. (1997). Carbon nanotubes—preparation and properties. Boca Raton, Florida: CRC Press. ISBN 0-8493-9602-6.
20. 1 2  Dresselhaus, M. S.; Dresselhaus, G.; Avouris, Ph., red. (2001). "Carbon nanotubes: synthesis, structures, properties and applications". Topics in Applied Physics. Berlin: Springer. 80. ISBN 3-540-41086-4.
21. 1 2  Nasibulin, Albert G.; Pikhitsa, P.V.; Jiang, H.; Brown, D. P.; Krasheninnikov, A.V.; Anisimov, A. S.; Queipo, P.; Moisala, A.;  et al. (2007). "A novel hybrid carbon material". Nature Nanotechnology. 2 (3): 156-161. Bibcode:2007NatNa...2..156N. doi:10.1038/nnano.2007.37. PMID 18654245.
22. ↑  Nasibulin, A; Anisimov, Anton S.; Pikhitsa, Peter V.; Jiang, Hua; Brown, David P.; Choi, Mansoo; Kauppinen, Esko I. (2007). "Investigations of NanoBud formation". Chemical Physics Letters. 446: 109-114. Bibcode:2007CPL...446..109N. doi:10.1016/j.cplett.2007.08.050.
23. ↑  Vieira, R; Ledoux, Marc-Jacques; Pham-Huu, Cuong (2004). "Synthesis and characterisation of carbon nanofibers with macroscopic shaping formed by catalytic decomposition of C2H6/H2 over nickel catalyst". Applied Catalysis A: General. 274: 1-8. doi:10.1016/j.apcata.2004.04.008.
24. 1 2  Clifford, Frondel; Marvin, Ursula B. (1967). "Lonsdaleite, a new hexagonal polymorph of diamond". Nature. 214 (5088): 587-589. Bibcode:1967Natur.214..587F. doi:10.1038/214587a0.
25. 1 2 3  Harris, PJF (2004). "Fullerene-related structure of commercial glassy carbons" (PDF). Philosophical Magazine. 84 (29): 3159-3167. Bibcode:2004PMag...84.3159H. doi:10.1080/14786430410001720363. Arkiveret fra originalen (PDF) 19. marts 2012. Hentet 12. juni 2016.
26. ↑  Rode, A. V.; Hyde, S. T.; Gamaly, E. G.; Elliman, R. G.; McKenzie, D. R.; Bulcock, S. (1999). "Structural analysis of a carbon foam formed by high pulse-rate laser ablation". Applied Physics A: Materials Science & Processing. 69 (7): S755-S758. doi:10.1007/s003390051522.
27. 1 2  Heimann, Robert Bertram; Evsyukov, Sergey E. & Kavan, Ladislav (28. februar 1999). Carbyne and carbynoid structures. Springer. s. 1–. ISBN 978-0-7923-5323-2. Hentet 2011-06-06.
28. ↑  Cyclocarbon: New Form of Carbon Synthesized. Science News 2019
29. ↑  Jenkins, Edgar (1973). The polymorphism of elements and compounds. Taylor & Francis. s. 30. ISBN 0-423-87500-0. Hentet 2011-05-01.
30. ↑  Schewe, Phil & Stein, Ben (26. marts 2004). "Carbon Nanofoam is the World's First Pure Carbon Magnet". Physics News Update. 678 (1). Arkiveret fra originalen 7. marts 2012. Hentet 12. juni 2016.
31. ↑  Itzhaki, Lior; Altus, Eli; Basch, Harold; Hoz, Shmaryahu (2005). "Harder than Diamond: Determining the Cross-Sectional Area and Young's Modulus of Molecular Rods". Angew. Chem. Int. Ed. 44 (45): 7432-5. doi:10.1002/anie.200502448. PMID 16240306.
32. ↑  "Researchers Find New Phase of Carbon, Make Diamond at Room Temperature". news.ncsu.edu. Hentet 2016-04-06.
33. 1 2 3  Hoover, Rachel (21. februar 2014). "Need to Track Organic Nano-Particles Across the Universe? NASA's Got an App for That". NASA. Arkiveret fra originalen 10. maj 2020. Hentet 2014-02-22.
34. ↑  Mark, Kathleen (1987). Meteorite Craters. University of Arizona Press. ISBN 0-8165-0902-6.
35. ↑  "Online Database Tracks Organic Nano-Particles Across the Universe". Sci Tech Daily. 24. februar 2014. Hentet 2015-03-10.
36. ↑  William F McDonough The composition of the Earth Arkiveret 28. september 2011 hos  Wayback Machine in Earthquake Thermodynamics and Phase Transformation in the Earth's Interior. 2000. ISBN 978-0126851854.
37. ↑  Fred Pearce (2014-02-15). "Fire in the hole: After fracking comes coal". New Scientist: 36-41.
38. ↑  "Wonderfuel: Welcome to the age of unconventional gas" by Helen Knight, New Scientist, 12 June 2010, pp. 44–7.
39. ↑  Ocean methane stocks 'overstated', BBC, 17 Feb. 2004.
40. ↑  "Ice on fire: The next fossil fuel" by Fred Pearce, New Scientist, 27 June 2009, pp. 30-33.
41. ↑  Udregnet fra global.1751_2008.csv ii Arkiveret 22. oktober 2011 hos  Wayback Machine fra Carbon Dioxide Information Analysis Center.
42. ↑  Rachel Gross (21. september 2013). "Deep, and dank mysterious". New Scientist: 40-43.
43. ↑  Stefanenko,  R. (1983). Coal Mining Technology: Theory and Practice. Society for Mining Metallurgy. ISBN 0-89520-404-5.
44. ↑  Kasting, James (1998). "The Carbon Cycle, Climate, and the Long-Term Effects of Fossil Fuel Burning". Consequences: the Nature and Implication of Environmental Change. 4 (1).
45. ↑  "Carbon-14 formation". Hentet 13. oktober 2014.
46. ↑  "Arkiveret kopi" (PDF). Arkiveret fra originalen (PDF) 2. juli 2016. Hentet 12. juni 2016.
47. ↑  Gannes, Leonard Z.; Del Rio, Carlos Martı́nez; Koch, Paul (1998). "Natural Abundance Variations in Stable Isotopes and their Potential Uses in Animal Physiological Ecology". Comparative Biochemistry and Physiology – Part A: Molecular & Integrative Physiology. 119 (3): 725-737. doi:10.1016/S1095-6433(98)01016-2.
48. ↑  "Official SI Unit definitions". Hentet 2007-12-21.
49. ↑  Bowman, S. (1990). Interpreting the past: Radiocarbon dating. British Museum Press. ISBN 0-7141-2047-2.
50. ↑  Brown, Tom (1. marts 2006). "Carbon Goes Full Circle in the Amazon". Lawrence Livermore National Laboratory. Hentet 2007-11-25.
51. ↑  Libby, W. F. (1952). Radiocarbon dating. Chicago University Press and references therein.
52. ↑  Westgren, A. (1960). "The Nobel Prize in Chemistry 1960". Nobel Foundation. Hentet 2007-11-25.
53. ↑  "Use query for carbon-8". barwinski.net. Hentet 2007-12-21.
54. ↑  Watson, A. (1999). "Beaming Into the Dark Corners of the Nuclear Kitchen". Science. 286 (5437): 28-31. doi:10.1126/science.286.5437.28.
55. ↑  Audi, G; Bersillon, O.; Blachot, J.; Wapstra, A.H. (1997). "The Nubase evaluation of nuclear and decay properties" (PDF). Nuclear Physics A. 624: 1-124. Bibcode:1997NuPhA.624....1A. doi:10.1016/S0375-9474(97)00482-X. Arkiveret fra originalen (PDF) 28. september 2011. Hentet 12. juni 2016.
56. ↑  Ostlie, D.A. & Carroll, B.W. (2007). An Introduction to Modern Stellar Astrophysics. Addison Wesley, San Francisco. ISBN 0-8053-0348-0.
57. ↑  Whittet, D. C. B. (2003). Dust in the Galactic Environment. CRC Press. s. 45–46. ISBN 0-7503-0624-6.
58. ↑  Pikelʹner, Solomon Borisovich (1977). Star formation. Springer. s. 38–. ISBN 978-90-277-0796-3. Hentet 2011-06-06.
59. ↑  Falkowski, P; Scholes, RJ; Boyle, E; Canadell, J; Canfield, D; Elser, J; Gruber, N; Hibbard, K;  et al. (2000). "The Global Carbon Cycle: A Test of Our Knowledge of Earth as a System". Science. 290 (5490): 291-296. Bibcode:2000Sci...290..291F. doi:10.1126/science.290.5490.291. PMID 11030643.
60. ↑  Smith, T. M.; Cramer, W. P.; Dixon, R. K.; Leemans, R.; Neilson, R. P.; Solomon, A. M. (1993). "The global terrestrial carbon cycle". Water, Air, & Soil Pollution. 70: 19-37. doi:10.1007/BF01104986.
61. ↑  Levine, Joel S.; Augustsson, Tommy R.; Natarajan, Murali (1982). "The prebiological paleoatmosphere: stability and composition". Origins of Life and Evolution of Biospheres. 12 (3): 245-259. Bibcode:1982OrLi...12..245L. doi:10.1007/BF00926894.
62. ↑  Loerting, T.;  et al. (2001). "On the Surprising Kinetic Stability of Carbonic Acid". Angew. Chem. Int. Ed. 39 (5): 891-895. doi:10.1002/(SICI)1521-3773(20000303)39:5<891::AID-ANIE891>3.0.CO;2-E. PMID 10760883.
63. ↑  Haldane J. (1895). "The action of carbonic oxide on man". Journal of Physiology. 18 (5-6): 430-462. doi:10.1113/jphysiol.1895.sp000578. PMC 1514663. PMID 16992272.
64. ↑  Gorman, D.; Drewry, A.; Huang, Y. L.; Sames, C. (2003). "The clinical toxicology of carbon monoxide". Toxicology. 187 (1): 25-38. doi:10.1016/S0300-483X(03)00005-2. PMID 12679050.
65. ↑  "Compounds of carbon: carbon suboxide". Hentet 2007-12-03.
66. ↑  Bayes, K. (1961). "Photolysis of Carbon Suboxide". Journal of the American Chemical Society. 83 (17): 3712-3713. doi:10.1021/ja01478a033.
67. ↑  Anderson D. J.; Rosenfeld, R. N. (1991). "Photodissociation of Carbon Suboxide". Journal of Chemical Physics. 94 (12): 7852-7867. Bibcode:1991JChPh..94.7857A. doi:10.1063/1.460121.
68. ↑  Sabin, J. R.; Kim, H. (1971). "A theoretical study of the structure and properties of carbon trioxide". Chemical Physics Letters. 11 (5): 593-597. Bibcode:1971CPL....11..593S. doi:10.1016/0009-2614(71)87010-0.
69. ↑  Moll N. G.; Clutter D. R.; Thompson W. E. (1966). "Carbon Trioxide: Its Production, Infrared Spectrum, and Structure Studied in a Matrix of Solid CO2". Journal of Chemical Physics. 45 (12): 4469-4481. Bibcode:1966JChPh..45.4469M. doi:10.1063/1.1727526.
70. 1 2  Fatiadi, Alexander J; Isbell, Horace S.; Sager, William F. (1963). "Cyclic Polyhydroxy Ketones. I. Oxidation Products of Hexahydroxybenzene (Benzenehexol)" (PDF). Journal of Research of the National Bureau of Standards A: Physics and Chemistry. 67A: 153-162. doi:10.6028/jres.067A.015.
71. ↑  Pauling, L. (1960). The Nature of the Chemical Bond (3rd udgave). Ithaca, NY: Cornell University Press. s. 93. ISBN 0-8014-0333-2.
72. ↑  Scherbaum, Franz;  et al. (1988). ""Aurophilicity" as a consequence of Relativistic Effects: The Hexakis(triphenylphosphaneaurio)methane Dication [(Ph3PAu)6C]2+". Angew. Chem. Int. Ed. Engl. 27 (11): 1544-1546. doi:10.1002/anie.198815441.
73. ↑  Infomedia: Søgning den 26. februar 2010 over 12 måneders periode i flg. aviser: Aktuelt, Arbejderen, B.T., Berlingske Tidende, Børsen, Dato, Ekstra Bladet, Information, Kristeligt Dagblad og Politiken på flg. ord: Carbon: 161 artikler, Kulstof: 98 artikler, Karbon: 12 artikler
74. ↑  Shorter Oxford English Dictionary, Oxford University Press
75. ↑  "Chinese made first use of diamond". BBC News. 17. maj 2005. Hentet 2007-03-21.
76. ↑  van der Krogt, Peter. "Carbonium/Carbon at Elementymology & Elements Multidict". Hentet 2010-01-06.
77. ↑  Ferchault de Réaumur, R-A (1722). L'art de convertir le fer forgé en acier, et l'art d'adoucir le fer fondu, ou de faire des ouvrages de fer fondu aussi finis que le fer forgé (English translation from 1956). Paris, Chicago.
78. ↑  "Carbon". Canada Connects. Arkiveret fra originalen 27. oktober 2010. Hentet 2010-12-07.
79. ↑  Senese, Fred. "Who discovered carbon?". Frostburg State University. Hentet 2007-11-24.
80. ↑  Giolitti, Federico (1914). The Cementation of Iron and Steel. McGraw-Hill Book Company, inc.
81. ↑  Senese, Fred (2000-09-09). "Who discovered carbon". Frostburg State University. Hentet 2007-11-24.
82. ↑  Kroto, H. W.; Heath, J. R.; O'Brien, S. C.; Curl, R. F.; Smalley, R. E. (1985). "C60: Buckminsterfullerene". Nature. 318 (6042): 162-163. Bibcode:1985Natur.318..162K. doi:10.1038/318162a0.
83. ↑  "The Nobel Prize in Chemistry 1996 "for their discovery of fullerenes"". Hentet 2007-12-21.
84. 1 2 3  USGS Minerals Yearbook: Graphite, 2009 and Graphite: Mineral Commodity Summaries 2011
85. ↑  Harlow, G. E. (1998). The nature of diamonds. Cambridge University Press. s. 223. ISBN 0-521-62935-7.
86. ↑  Catelle, W.R. (1911). The Diamond. John Lane Company. s. 159.
87. ↑  Ball, V. (1881). Diamonds, Gold and Coal of India. London, Truebner & Co. Ball was a Geologist in British service. Chapter I, Page 1
88. ↑  Hershey, J. W. (1940). The Book Of Diamonds: Their Curious Lore, Properties, Tests And Synthetic Manufacture. Kessinger Pub Co. s. 28. ISBN 1-4179-7715-9.
89. 1 2  Janse, A. J. A. (2007). "Global Rough Diamond Production Since 1870". Gems and Gemology. GIA. XLIII (Summer 2007): 98-119. doi:10.5741/GEMS.43.2.98.
90. 1 2  Lorenz, V. (2007). "Argyle in Western Australia: The world's richest diamantiferous pipe; its past and future". Gemmologie, Zeitschrift der Deutschen Gemmologischen Gesellschaft. DGemG. 56 (1/2): 35-40.
91. ↑  "Microscopic diamond found in Montana". The Montana Standard. 2004-10-17. Hentet 2008-10-10.
92. ↑  Cooke, Sarah (2004-10-19). "Microscopic Diamond Found in Montana". Livescience.com. Arkiveret fra originalen 2008-07-05. Hentet 2008-09-12.
93. ↑  "Delta News / Press Releases / Publications". Deltamine.com. Arkiveret fra originalen 2008-05-26. Hentet 2008-09-12.
94. ↑  Marshall, Stephen; Shore, Josh (2004-10-22). "The Diamond Life". Guerrilla News Network. Arkiveret fra originalen 2008-06-09. Hentet 2008-10-10.
95. ↑  Cantwell, W. J.; Morton, J. (1991). "The impact resistance of composite materials – a review". Composites. 22 (5): 347-62. doi:10.1016/0010-4361(91)90549-V.
96. ↑  Holtzapffel, Ch. (1856). Turning And Mechanical Manipulation. Charles Holtzapffel. Internet Archive
97. ↑  "Industrial Diamonds Statistics and Information". United States Geological Survey. Arkiveret fra originalen 6. maj 2009. Hentet 2009-05-05.
98. ↑  Coelho, R. T.; Yamada, S.; Aspinwall, D.K.; Wise, M.L.H. (1995). "The application of polycrystalline diamond (PCD) tool materials when drilling and reaming aluminum-based alloys including MMC". International Journal of Machine Tools and Manufacture. 35 (5): 761-774. doi:10.1016/0890-6955(95)93044-7.
99. ↑  Harris, D. C. (1999). Materials for infrared windows and domes: properties and performance. SPIE Press. s. 303–334. ISBN 0-8194-3482-5.
100. ↑  Nusinovich, G. S. (2004). Introduction to the physics of gyrotrons. JHU Press. s. 229. ISBN 0-8018-7921-3.
101. ↑  Sakamoto, M.; Endriz, J. G.; Scifres, D. R. (1992). "120 W CW output power from monolithic AlGaAs (800 nm) laser diode array mounted on diamond heatsink". Electronics Letters. 28 (2): 197-199. doi:10.1049/el:19920123.
102. ↑  Dorfer, Leopold; Moser, M; Spindler, K; Bahr, F; Egarter-Vigl, E; Dohr, G (1998). "5200-year old acupuncture in Central Europe?". Science. 282 (5387): 242-243. Bibcode:1998Sci...282..239D. doi:10.1126/science.282.5387.239f. PMID 9841386.
103. ↑  Donaldson, K; Stone, V; Clouter, A; Renwick, L; MacNee, W (2001). "Ultrafine particles". Occupational and Environmental Medicine. 58 (3): 211-216. doi:10.1136/oem.58.3.211. PMC 1740105. PMID 11171936.
104. ↑  Carbon Nanoparticles Toxic To Adult Fruit Flies But Benign To Young ScienceDaily (Aug. 17, 2009)
105. ↑  "Press Release - Titanic Disaster: New Theory Fingers Coal Fire". www.geosociety.org. Arkiveret fra originalen 14. april 2016. Hentet 2016-04-06.
106. ↑  McSherry, Patrick. "Coal bunker Fire". www.spanamwar.com. Hentet 2016-04-06.